# 月刊!ホークス
『One Heart〜鷹よ強くあれ〜』（ワンハート〜たかよつよくあれ〜）は、2022年4月から2025年3月まで九州朝日放送（KBCテレビ）及びスポーツライブ+で放送されていたスポーツドキュメンタリー番組。2000年4月から2022年3月までは『月刊!ホークス』のタイトルで放送。

## 概要
地元のプロ野球球団・福岡ソフトバンクホークス（2004年までの球団名は、福岡ダイエーホークス）を題材にした番組。主に選手への取材を行っているが、スコアラー等の裏方への取材も行っている。ナレーターは九州朝日放送アナウンサーの田上和延。
月に1回のペースで放送されるため、速報性は他の番組と比べて大きく劣るが、その分綿密な取材に基づいて作成され、福岡ソフトバンクホークスを特集する番組の中では最もコアな部分にスポットを当てた特集を行っている。
テレビ放送の終了後には、九州朝日放送の会員制ウェブサイトである「Club Latte KBC」で動画配信が行われる。同サイトの会員登録は無料。
2004年以降は、1年の放送をまとめたDVD『HAWKS200X』（Xには各年の西暦の下一桁が入る）が特典映像も付けて一般販売されている。
2022年4月からは現在のタイトルに改題して放送したが2025年3月をもって終了した。

## 放送時間
特別番組等の編成によって時間がずれる可能性有り。また、毎年12月には、通常とは異なる曜日・時間帯で年末スペシャルが放送される（通常放送時と同じ曜日になる年もあり）。
- 毎月最終土曜（毎月最終金曜深夜） 0:46 - 1:16 （放送開始当初）
- 毎月最終土曜 17:00 - 17:30 （2005年9月 - 2010年2月）
- 毎月最終月曜（毎月最終日曜深夜） 0:55 - 1:25 （2010年4月 - 2011年9月） - 番組放送時には、本来この時間帯で放送されている『GET SPORTS』（テレビ朝日制作）は臨時非ネットとなる。
- 毎月最終月曜（毎月最終日曜深夜） 1:10 - 1:40 （2011年11月 - ） - 同上。

再放送
- 毎月第1日曜 6:00 - 6:30（ - 2016年4月） - 前週分の再放送を実施する。
- 毎月第1日曜 6:30 - 7:00（2016年5月 - 12月） - 同上。
- 毎月第1日曜 5:50 - 6:20（2017年1月 - ） - 同上。2019年10月からは通常時ネットの『サンデーLIVE!!・第1部』→『グッド!モーニング』・第1部』（テレビ朝日・朝日放送テレビ・メ〜テレ制作）は臨時非ネットとなる。